# Filippine ai Giochi della VIII Olimpiade
Le Filippine all'esordio olimpico, parteciparono ai Giochi della VIII Olimpiade, svoltisi a Parigi dal 4 maggio al 27 luglio 1924, con una delegazione di un atleta, David Nepomuceno, senza aggiudicarsi medaglie.